# Oëlleville
Oëlleville est une commune française située à l'ouest du département des Vosges en région Grand Est et peuplée de 269 habitants.
Ses habitants sont appelés les Oëllevillois et les Oëllevilloises.

## Géographie

### Localisation
Commune rurale du Xaintois et du canton de Mirecourt, située entre Mirecourt à 12 kilomètres à l'est et Châtenois à 16 kilomètres à l'ouest, un peu à l'écart de l'axe Épinal - Mirecourt - Châtenois - Neufchâteau. Vittel est à 22 kilomètres au sud-ouest, Neufchâteau à 31 kilomètres à l'ouest, Épinal à 45 kilomètres à l'est et Nancy à 47 kilomètres au nord.
Le territoire de la commune est limitrophe de ceux de neuf communes :
| Repel                | Chef-Haut, Blémerey | Frenelle-la-Petite |
| Totainville          | Oëlleville          | Juvaincourt        |
| Dombasle-en-Xaintois | Rouvres-en-Xaintois | Baudricourt        |

### Géologie et relief
La commune se compose de 47,48 hectares de territoires artificialisés (4,69 %), 865,45 hectares de territoires agricoles (85,43 %) et 100,33 hectares de forêts et milieux semi-naturels (9,90 %).

#### Paysage et ressources naturelles
Forêts de Oëlleville : la Couare, le Grand Trait, la Genière, le Cheminé, Niauchamp et le Franquillon. Ces bois, dominés par le chêne rouvre, sont disposés tout le long de la limite communale, certains étant partagés avec les communes limitrophes, le village étant au centre, dans une configuration qui remonte probablement à la création du premier domaine gallo-romain et à la définition des limites communales. Au nord de la commune, des vergers de mirabelliers et quelques vignes occupent les coteaux exposés au sud.
Selon l'instituteur, en 1888, il y a des mines de phosphate de chaux qui sont exploitées (l'exploitation des nodules de phosphate de chaux est importante en Meuse à cette époque (entre 1860 et 1900), notamment à Laheycourt et Villotte-devant-Loupy). Il y a deux carrières à Oëlleville, dont les nodules sont très riches en phosphate (jusqu'à 80 %). L'épaisseur des couches est de 25 à 50 cm. Après broyage, ils sont commercialisés comme engrais dans les départements voisins et à l'étranger. La réserve estimée sur l'axe Oëlleville-Urville est de 30 000 tonnes et l'exploitation s'effectue dans sept villages en 1887.

### Hydrographie et les eaux souterraines
Hydrogéologie et climatologie : 
Territoire communal : Occupation du sol (Corinne Land Cover); Cours d'eau (BD Carthage),
Géologie : Carte géologique; Coupes géologiques et techniques,
Hydrogéologie : Masses d'eau souterraine; BD Lisa; Cartes piézométriques.
La commune est située dans le bassin versant du Rhin et le bassin versant de la Meuse au sein du bassin Rhin-Meuse. Elle est drainée par le ruisseau de Juvaincourt,.
Le ruisseau de Juvaincourt, ou ruisseau d'Oëlleville, d'une longueur totale de 10,5 km, prend sa source dans la commune  et se jette dans le ruisseau des Pierres en limite de Poussay et de Puzieux, après avoir traversé six communes.
La limite ouest de la commune avec Totainville marque la ligne de partage des eaux entre le bassin de la Moselle et du Rhin à l'est (Oëlleville) et celui de la Meuse à l'ouest (Totainville).

#### Gestion et qualité des eaux
Le territoire communal est couvert par le schéma d'aménagement et de gestion des eaux (SAGE) « Nappe des Grès du Trias inférieur ». Ce document de planification, dont le territoire comprend le périmètre de la zone de répartition des eaux de la nappe des Grès du trias inférieur (GTI), d'une superficie de 1 497 km2,  est en cours d'élaboration. L’objectif poursuivi est de stabiliser les niveaux piézométriques de la nappe des GTI et atteindre l'équilibre entre les prélèvements et la capacité de recharge de la nappe. Il doit être cohérent avec les objectifs de qualité définis dans les SDAGE Rhin-Meuse et Rhône-Méditerranée. La structure porteuse de l'élaboration et de la mise en œuvre est le conseil départemental des Vosges.
La qualité des eaux de baignade et des cours d’eau peut être consultée sur un site dédié géré par les agences de l’eau et l’Agence française pour la biodiversité.

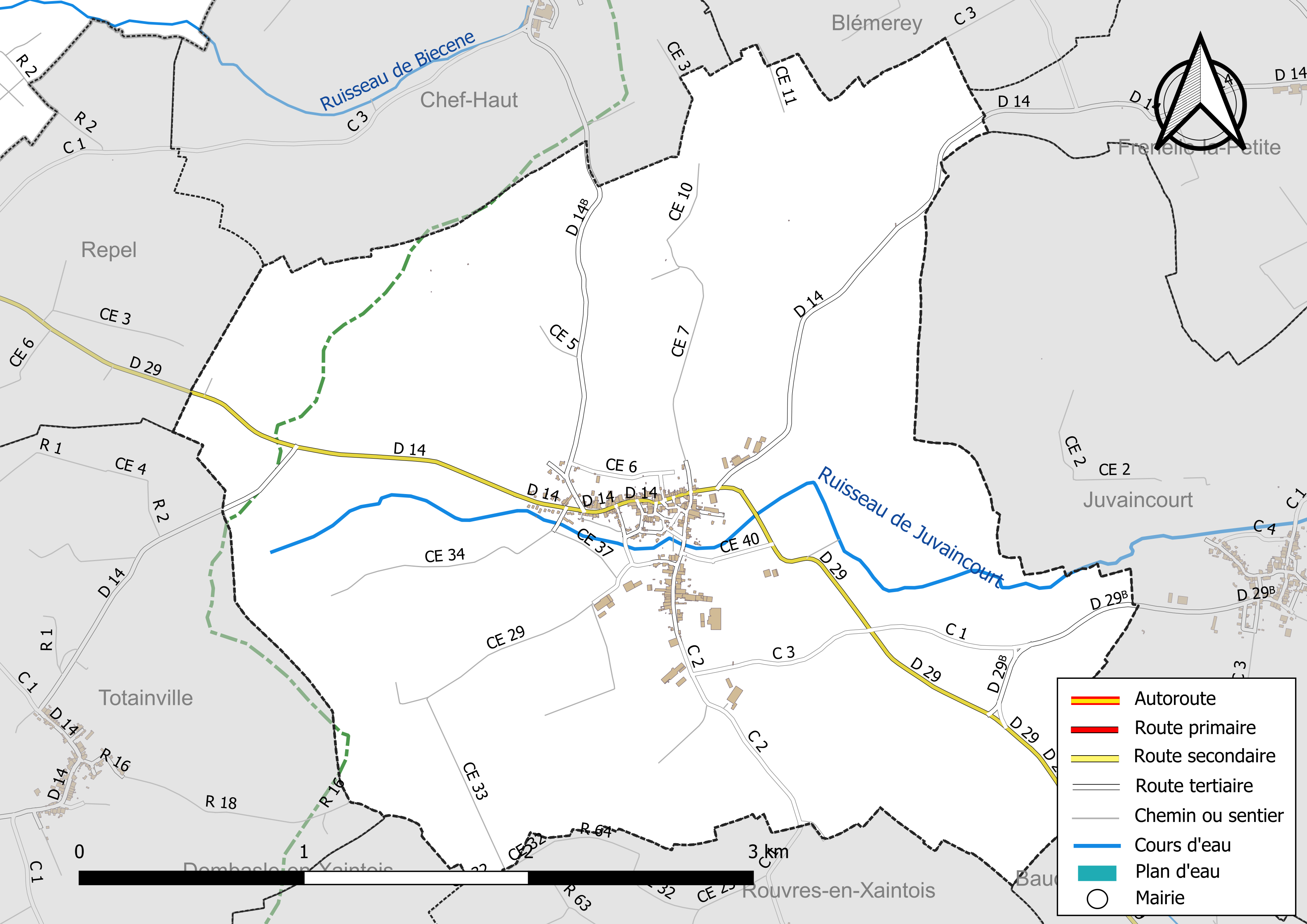
Réseaux hydrographique et routier d'Oëlleville.

### Climat
Pour des articles plus généraux, voir Climat du Grand Est et Climat des Vosges.
En 2010, le climat de la commune est de type climat des marges montargnardes, selon une étude du Centre national de la recherche scientifique s'appuyant sur une série de données couvrant la période 1971-2000. En 2020, Météo-France publie une typologie des climats de la France métropolitaine dans laquelle la commune est dans une zone de transition entre le climat océanique altéré et le climat océanique altéré et est dans la région climatique Lorraine, plateau de Langres, Morvan, caractérisée par un hiver rude (1,5 °C), des vents modérés et des brouillards fréquents en automne et hiver.
Pour la période 1971-2000, la température annuelle moyenne est de 9,5 °C, avec une amplitude thermique annuelle de 17 °C. Le cumul annuel moyen de précipitations est de 903 mm, avec 12,2 jours de précipitations en janvier et 9,3 jours en juillet. Pour la période 1991-2020, la température moyenne annuelle observée sur la station météorologique de Météo-France la plus proche, « Mirecourt-inra », sur la commune de Mirecourt à 9 km à vol d'oiseau, est de 10,4 °C et le cumul annuel moyen de précipitations est de 824,3 mm. 
La température maximale relevée sur cette station est de 39,5 °C, atteinte le 25 juillet 2019 ; la température minimale est de −19,5 °C, atteinte le 20 décembre 2009,,.
Les paramètres climatiques de la commune ont été estimés pour le milieu du siècle (2041-2070) selon différents scénarios d'émission de gaz à effet de serre à partir des nouvelles projections climatiques de référence DRIAS-2020. Ils sont consultables sur un site dédié publié par Météo-France en novembre 2022.

## Urbanisme

### Typologie
Au 1er janvier 2024, Oëlleville est catégorisée commune rurale à habitat dispersé, selon la nouvelle grille communale de densité à sept niveaux définie par l'Insee en 2022.
Elle est située hors unité urbaine. Par ailleurs la commune fait partie de l'aire d'attraction de Mirecourt, dont elle est une commune de la couronne,. Cette aire, qui regroupe 33 communes, est catégorisée dans les aires de moins de 50 000 habitants,.

### Planification de l'aménagement
Le Règlement national d'urbanisme est en vigueur sur la commune.

### Voies de communications et transports

#### Voies routières
- Le village est groupé autour d'un réseau dense de routes d'intérêt local, la D 14 vers Totainville à l'ouest ou Frenelle-la-Petite au nord-est, la D 29 vers Repel au nord-ouest ou Baudricourt au sud-est, la D 29b vers Juvaincourt à l'est et la D 14b montant à Chef-Haut au nord par la Côte Durand, point culminant de la commune à 391 mètres.
- A31 avec échangeur à Châtenois.

#### Transports en commun

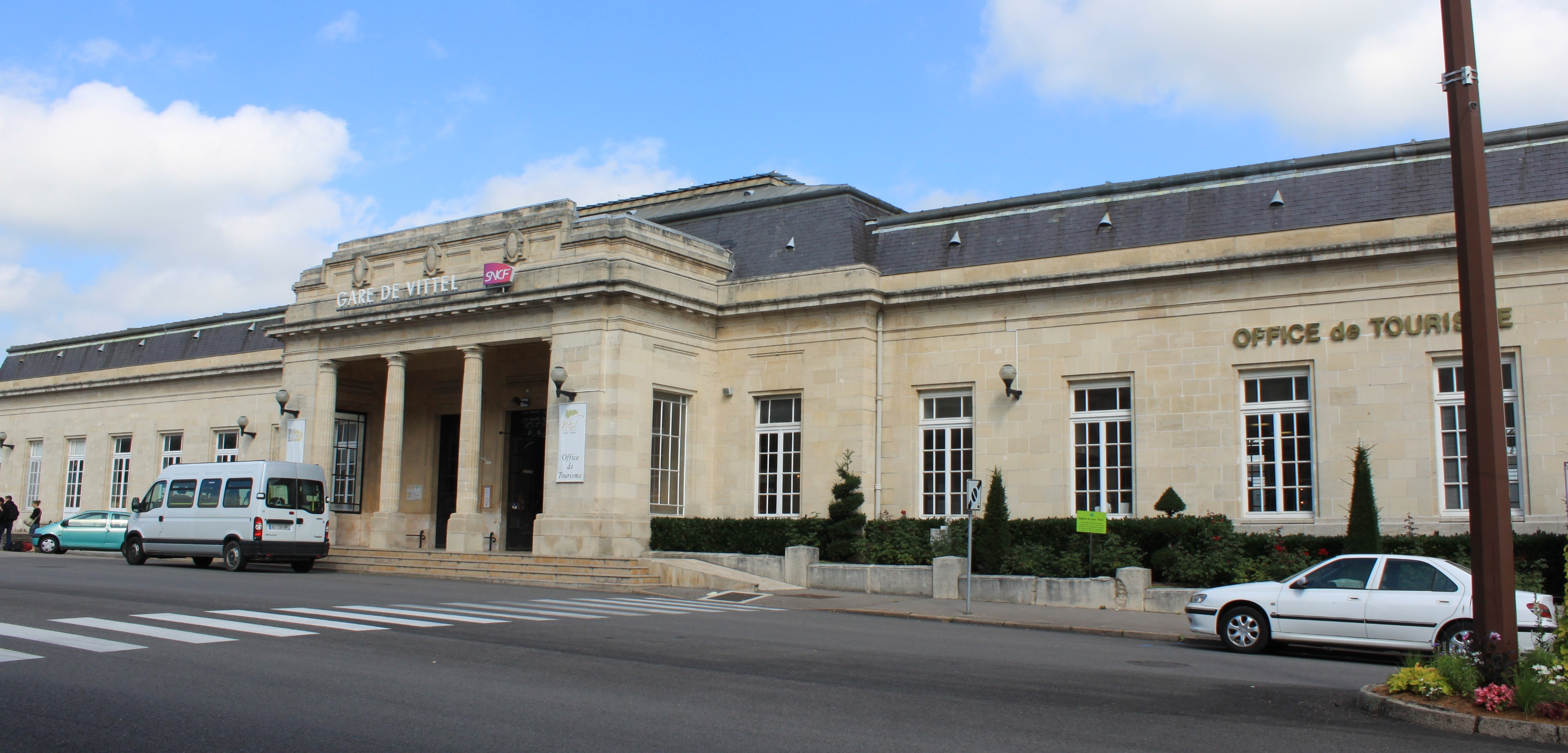
Gare de Vittel.

- Fluo Grand Est.

##### SNCF
- Gare d'Hymont - Mattaincourt,
- Gare de Vittel à 27,7 km[22].

##### Transports aériens
- L'aéroport d'Épinal-Mirecourt (8,4 km)[23] accueille une société spécialisée dans les vols d'affaires en France et en Europe. Son activité se répartit entre les vols d'affaires, les vols charters, l'aviation privée et les vols d'entraînement (formation des équipages civils et militaires),
- Aéroport de Metz-Nancy-Lorraine à 100 km.

## Toponymie
Le toponyme d’Oëlleville est attesté pour la première fois au XIIe siècle : en 1147 est signalé le lieu apud Ollei villam. Le nom a subi ensuite des modifications multiples au cours de siècles pour passer de l'originel Olleivilla à l'appellation actuelle, en transitant par les Oyllevilla, Doyleville ou Oilleville sur la carte de Cassini.
D'après Dauzat et Rostaing, ce nom s'expliquerait par le passage à un composé en -villa d'un précédent Oliacum, construit sur le nom de personne latin Olius avec le suffixe -acum : il s'agirait du domaine d'Olius, nom qui pourrait remonter à la période gallo-romaine.

## Histoire
L'origine d'Oëlleville est un domaine gallo-romain, qui serait donc le domaine d'Olius d'après la toponymie. Des restes de mosaïque, de colonnes cannelées et de céramique ont en effet été retrouvés à l'occasion de travaux sous la place du village, devant la mairie et en face de l'église. Des sondages archéologiques ont également montré la présence d'un établissement agricole gallo-romain au lieu-dit le Genano. Une voie romaine passait au niveau des limites avec les communes de Repel et de Totainville par le Grand Trait et la Grande Tranchée (toponymie caractéristique des voies anciennes), venant de la direction d'Aboncourt et se dirigeant vers Mirecourt en passant à droite de Juvaincourt.
Un sarcophage mérovingien a également été retrouvé autour de l'église, et surtout une nécropole mérovingienne a été découverte en mai 1990 à la périphérie de la zone habitée actuelle, lors de la construction d'un hangar agricole au lieu-dit le Tombois, ce qui montre que la toponymie avait bien conservé la mémoire de l'utilisation ancienne du lieu. Dix-sept tombes furent mises au jour avec un important mobilier : épées, scramasaxes, boucles de ceintures, éléments de parure.
Au Moyen Âge, l’histoire d’Oëlleville est étroitement liée à celle de Juvaincourt. Le ban d’Oëlleville dépendait, comme celui-ci, de l’abbesse, de la dame sonrière et du chancelier du chapitre de Remiremont qui y exerçaient les haute, moyenne et basse justices.
Sous l’Ancien Régime, tous les sujets d’Oëlleville faisant ménage devaient chacun une poule et un poussin à l’abbesse de Remiremont.
Au XVIIIe siècle, les seigneurs voués d’Oëlleville étaient les sieurs de Bassompierre et de Tilly.
Oëlleville était située, avant la Révolution, dans le ressort du bailliage de Mirecourt.
Son église, que certains datent du XVe siècle, relevait du Diocèse de Toul, doyenné de Porsas. Elle est dédiée à saint Brice, moine à l'abbaye Saint-Mesmin de Micy près d'Orléans, puis ermite dans une forêt du diocèse de Sées, fêté le 9 juillet. La cure était à la collation du chapitre de Remiremont et au concours.
De 1790 à l’An IX, Oëlleville a fait partie du canton de Rouvres-en-Xaintois, canton inclus par la suite dans celui de Mirecourt.

## Politique et administration

### Découpage territorial
Commune membre de la Communauté de communes de Mirecourt Dompaire.
Par arrêté préfectoral du 15 septembre 2023, la commune est retirée le 1er janvier 2024 de l'arrondissement d'Épinal et rattachée à l'arrondissement de Neufchâteau.

### Liste des maires
| Période                                  | Période                  | Identité                    | Étiquette | Qualité                   |
| ---------------------------------------- | ------------------------ | --------------------------- | --------- | ------------------------- |
| Les données manquantes sont à compléter. |                          |                             |           |                           |
|                                          | 1852                     | François Beurdouche         |           | révoqué par le préfet     |
| 1852                                     |                          | Victor Beurdouche           |           | nommé par le préfet       |
|                                          |                          |                             |           |                           |
|                                          | 1977                     | Guillot                     |           |                           |
| mars 1977                                | mars 1979                | Ploquin                     |           |                           |
| mars 1979                                | mars 2001                | Bernard Bazard              |           |                           |
| mars 2001                                | mars 2008                | Roger Mathieu               | DVG       |                           |
| mars 2008                                | août 2017                | Gilbert Renault (1946-2017) |           | décédé en cours de mandat |
| septembre 2017                           | En cours (au 28/08/2017) | Yveline Herbelot            |           | Ancien employé            |

### Budget et fiscalité 2023

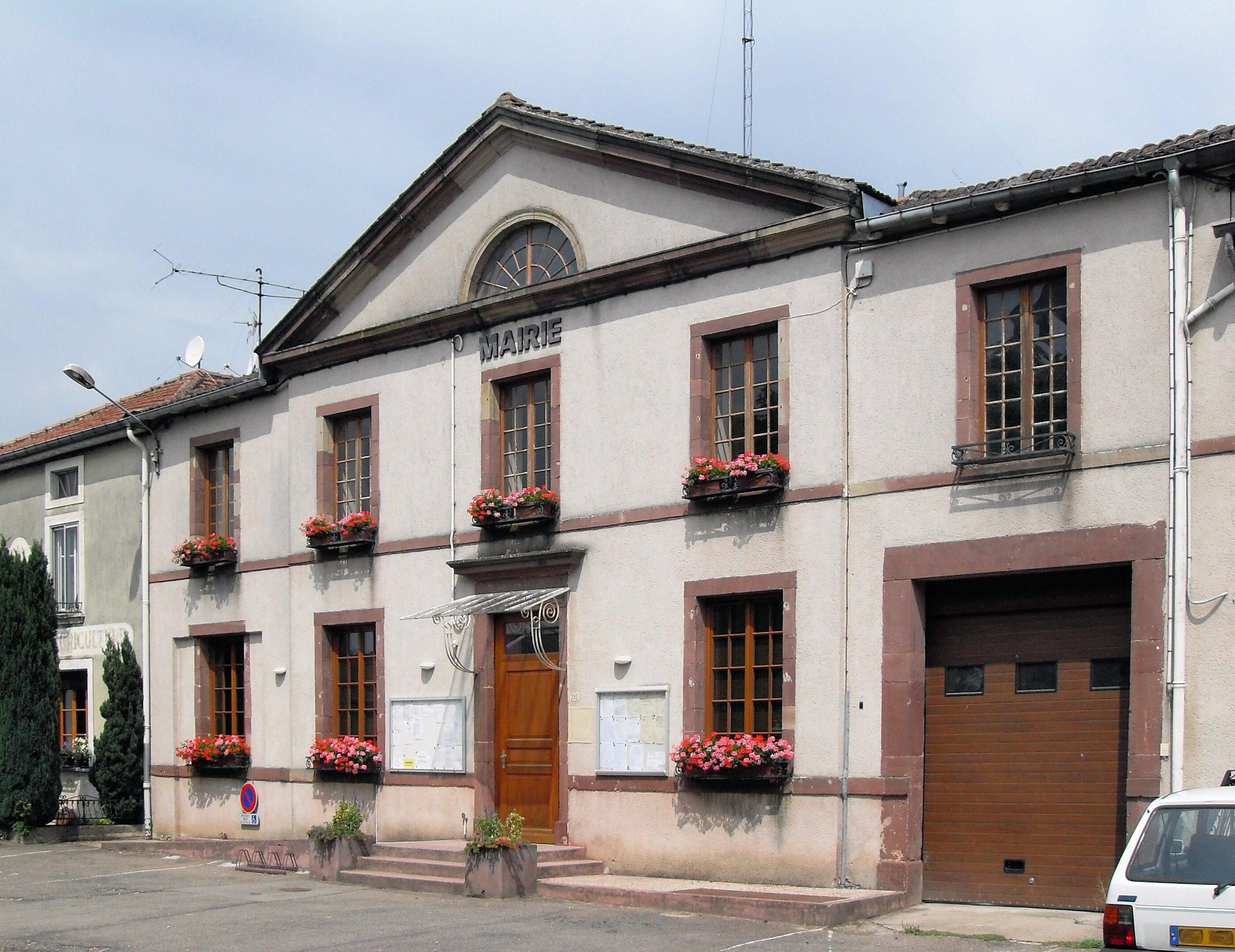
Mairie.

En 2023, le budget de la commune était constitué ainsi :
- total des produits de fonctionnement : 187 000 €, soit 615 € par habitant ;
- total des charges de fonctionnement : 110 000 €, soit 362 € par habitant ;
- total des ressources d'investissement : 10 000 €, soit 34 € par habitant ;
- total des emplois d'investissement : 48 000 €, soit 188 € par habitant ;
- endettement : 1 000 €, soit 4 € par habitant.

Avec les taux de fiscalité suivants :
- taxe d'habitation : 13,16 % ;
- taxe foncière sur les propriétés bâties : 32,19 % ;
- taxe foncière sur les propriétés non bâties : 16,90 % ;
- taxe additionnelle à la taxe foncière sur les propriétés non bâties : 0,00 % ;
- cotisation foncière des entreprises : 0,00 %.

Chiffres clés Revenus et pauvreté des ménages en 2021 : médiane en 2021 du revenu disponible, par unité de consommation : 20 420 €.

## Population et société

### Démographie

#### Évolution démographique
L'évolution du nombre d'habitants est connue à travers les recensements de la population effectués dans la commune depuis 1793. Pour les communes de moins de 10 000 habitants, une enquête de recensement portant sur toute la population est réalisée tous les cinq ans, les populations de référence des années intermédiaires étant quant à elles estimées par interpolation ou extrapolation. Pour la commune, le premier recensement exhaustif entrant dans le cadre du nouveau dispositif a été réalisé en 2006.

En 2022, la commune comptait 269 habitants, en évolution de −10,93 % par rapport à 2016 (Vosges : −2,96 %, France hors Mayotte : +2,11 %).
| 1793 | 1800 | 1806 | 1821 | 1831 | 1836 | 1841 | 1846 | 1856 |
| ---- | ---- | ---- | ---- | ---- | ---- | ---- | ---- | ---- |
| 474  | 479  | 555  | 554  | 570  | 606  | 587  | 614  | 546  |

| 1861 | 1866 | 1876 | 1881 | 1886 | 1891 | 1896 | 1901 | 1906 |
| ---- | ---- | ---- | ---- | ---- | ---- | ---- | ---- | ---- |
| 545  | 532  | 503  | 473  | 482  | 478  | 459  | 423  | 412  |

| 1911 | 1921 | 1926 | 1931 | 1936 | 1946 | 1954 | 1962 | 1968 |
| ---- | ---- | ---- | ---- | ---- | ---- | ---- | ---- | ---- |
| 367  | 308  | 302  | 295  | 287  | 268  | 301  | 313  | 329  |

| 1975 | 1982 | 1990 | 1999 | 2006 | 2011 | 2016 | 2021 | 2022 |
| ---- | ---- | ---- | ---- | ---- | ---- | ---- | ---- | ---- |
| 344  | 314  | 291  | 278  | 292  | 282  | 302  | 283  | 269  |

### Enseignement
Établissements d'enseignements :
- école maternelle et primaire du Xaintois ;
- collèges de Mirecourt, Châtenois, Mandres-sur-Vair, Vittel, Vézelise ;
- lycées à Mirecourt, Mandres-sur-Vair, Contrexéville, Neufchâteau.

### Santé
Professionnels et établissements de santé :
- médecins à Gironcourt-sur-Vraine, Vicherey, Mirecourt, Mattaincourt, Diarville ;
- pharmacies à Gironcourt-sur-Vraine, Vicherey, Mirecourt, Mattaincourt, Diarville, Remoncourt, Châtenois, Vittel ;
- hôpitaux à Mirecourt[45], Mattaincourt, Vittel.

### Cultes
- Culte catholique, Paroisses, services et mouvements » Saint-Pierre-Fourier en Pays Mussipontain[46], Diocèse de Nancy et Toul.

## Économie

### Entreprises et commerces

#### Agriculture et divers
- Pâturages, élevage de bovins et d'ovins.
- Élevage de vaches laitières.
- Culture et élevage associés.
- Polyculture, céréales et plantes fourragères.
- Forêt d'exploitation.

#### Tourisme
- Hébergement touristique et autre hébergement de courte durée à Oëlleville.
- Hébergements et restauration traditionnelle à Oëlleville, Rouvres-en-Xaintois, Fraisnes-en-Saintois, Pulney.

#### Commerces
- Commerces et services de proximité[47].
- Fabrication d'instruments de musique[48].

## Culture locale et patrimoine

### Lieux et monuments

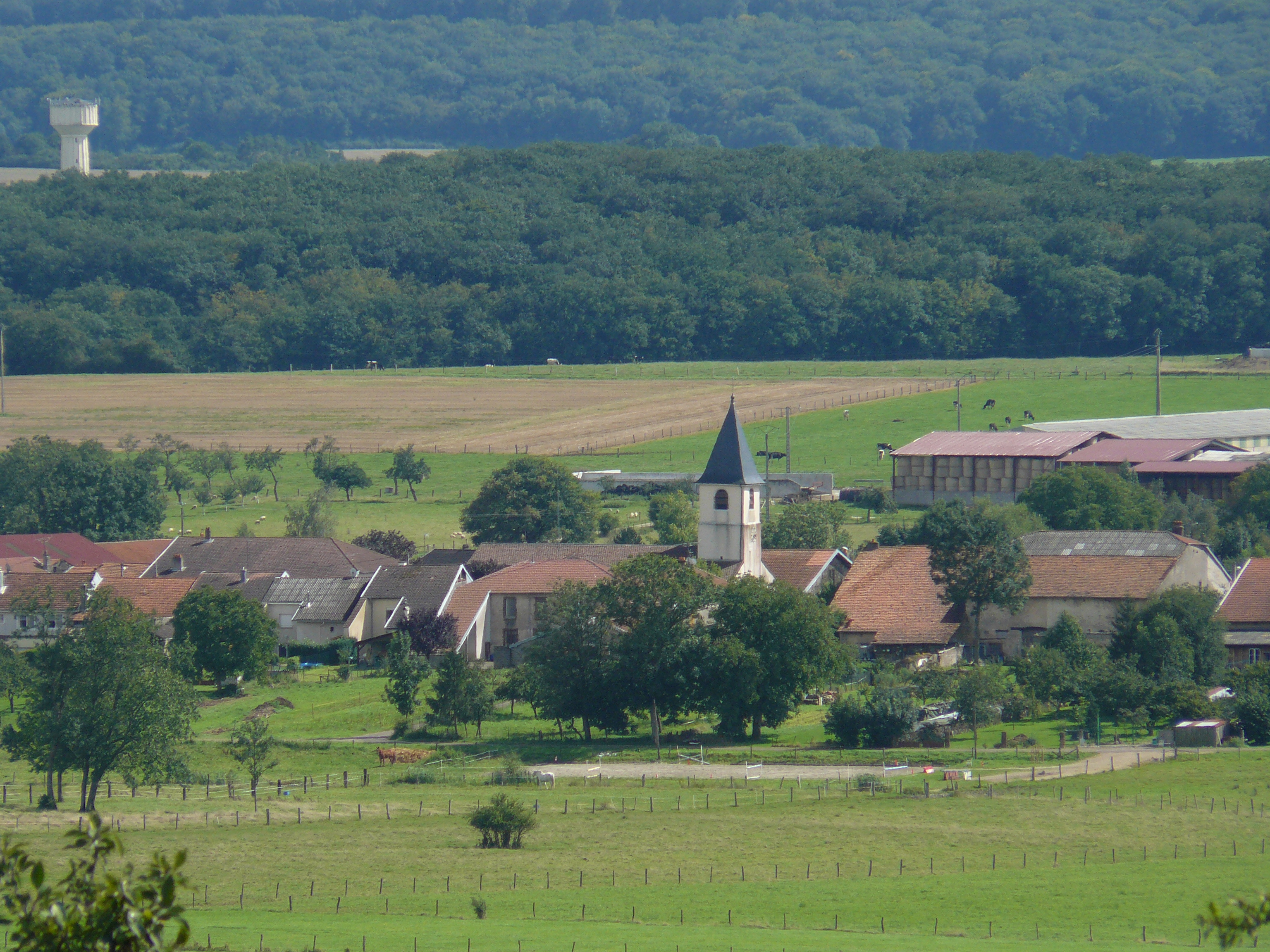
Vue du cœur du village.
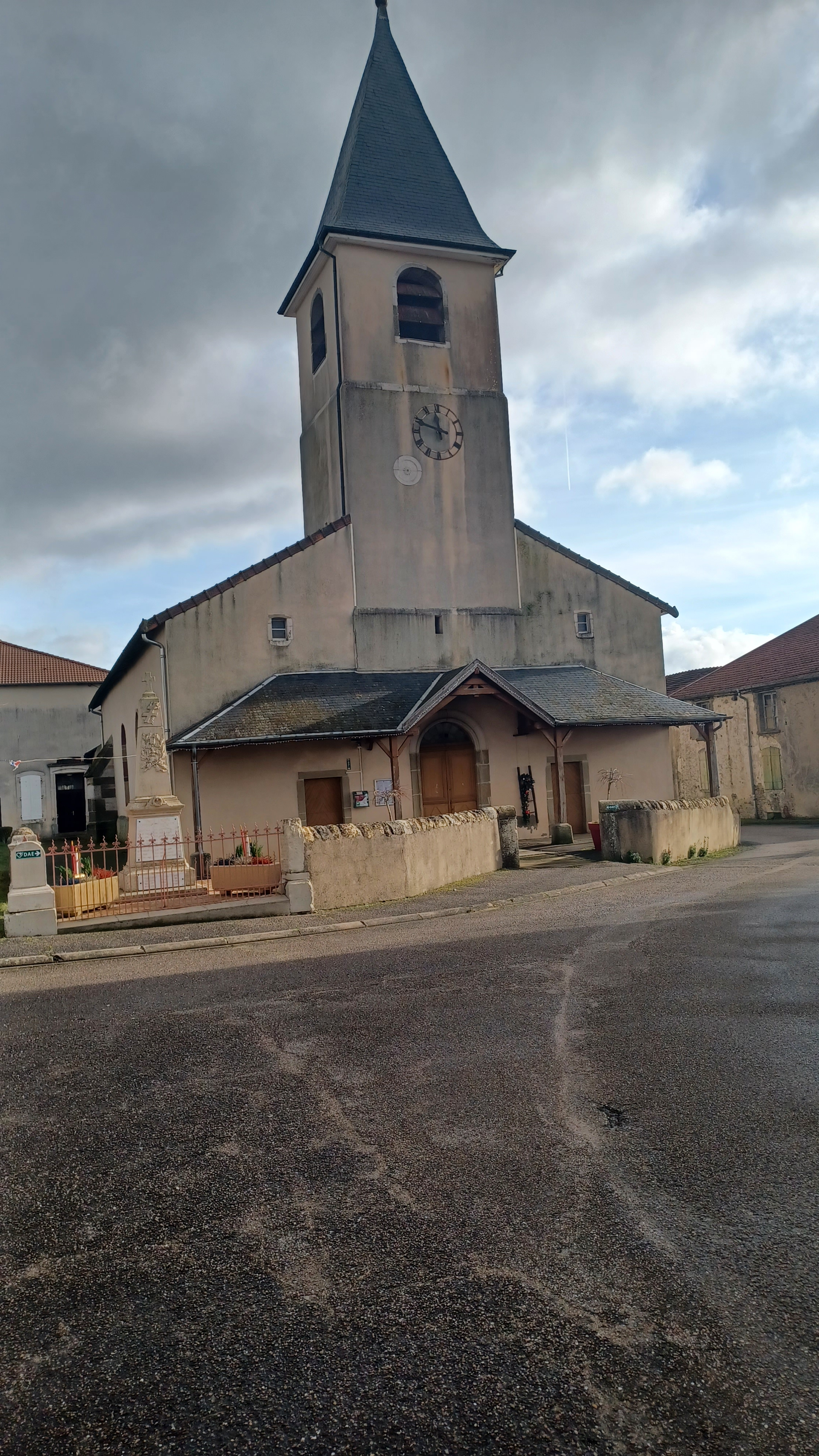
L'église Saint-Brice
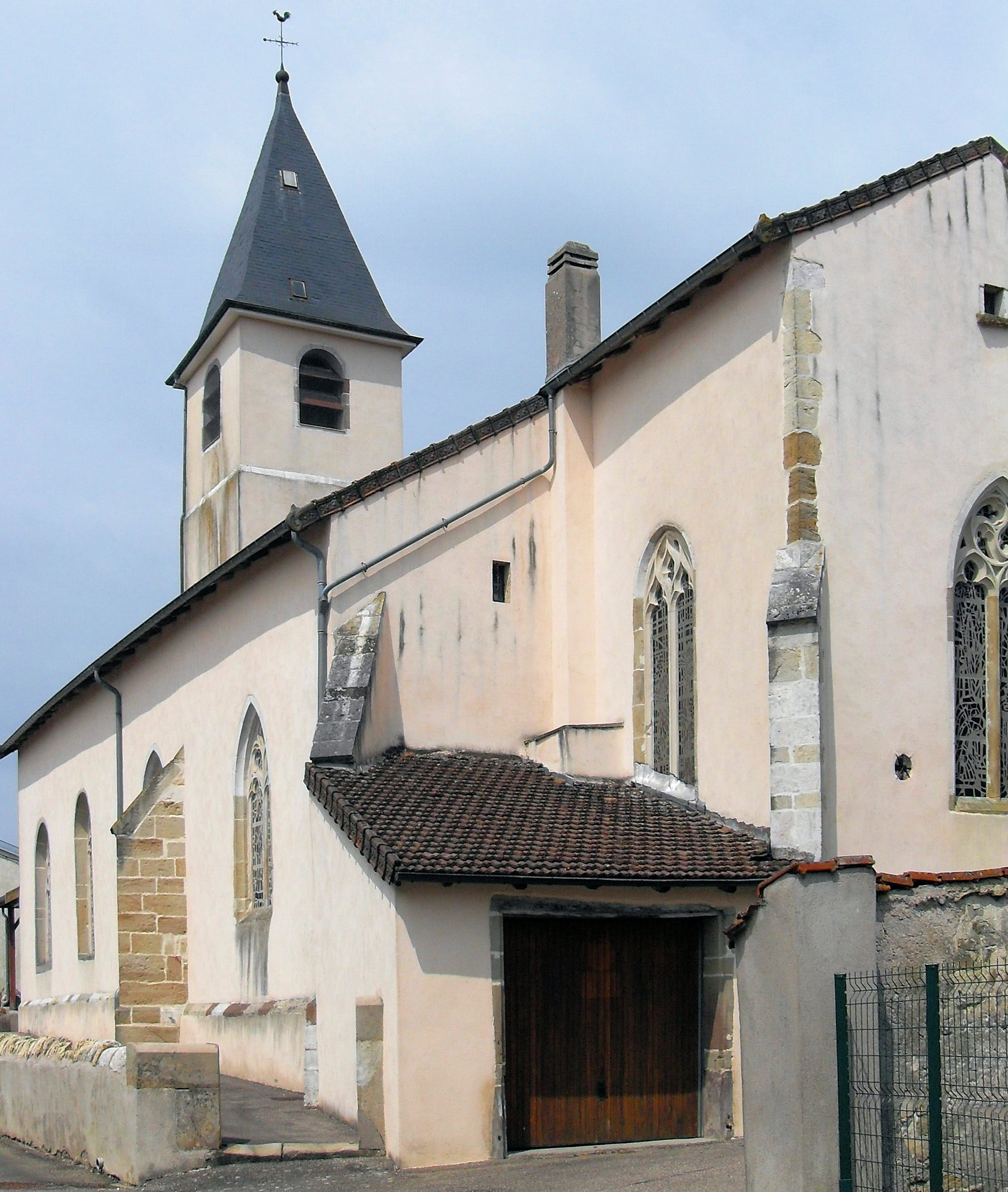
L'église, vue d'ensemble.
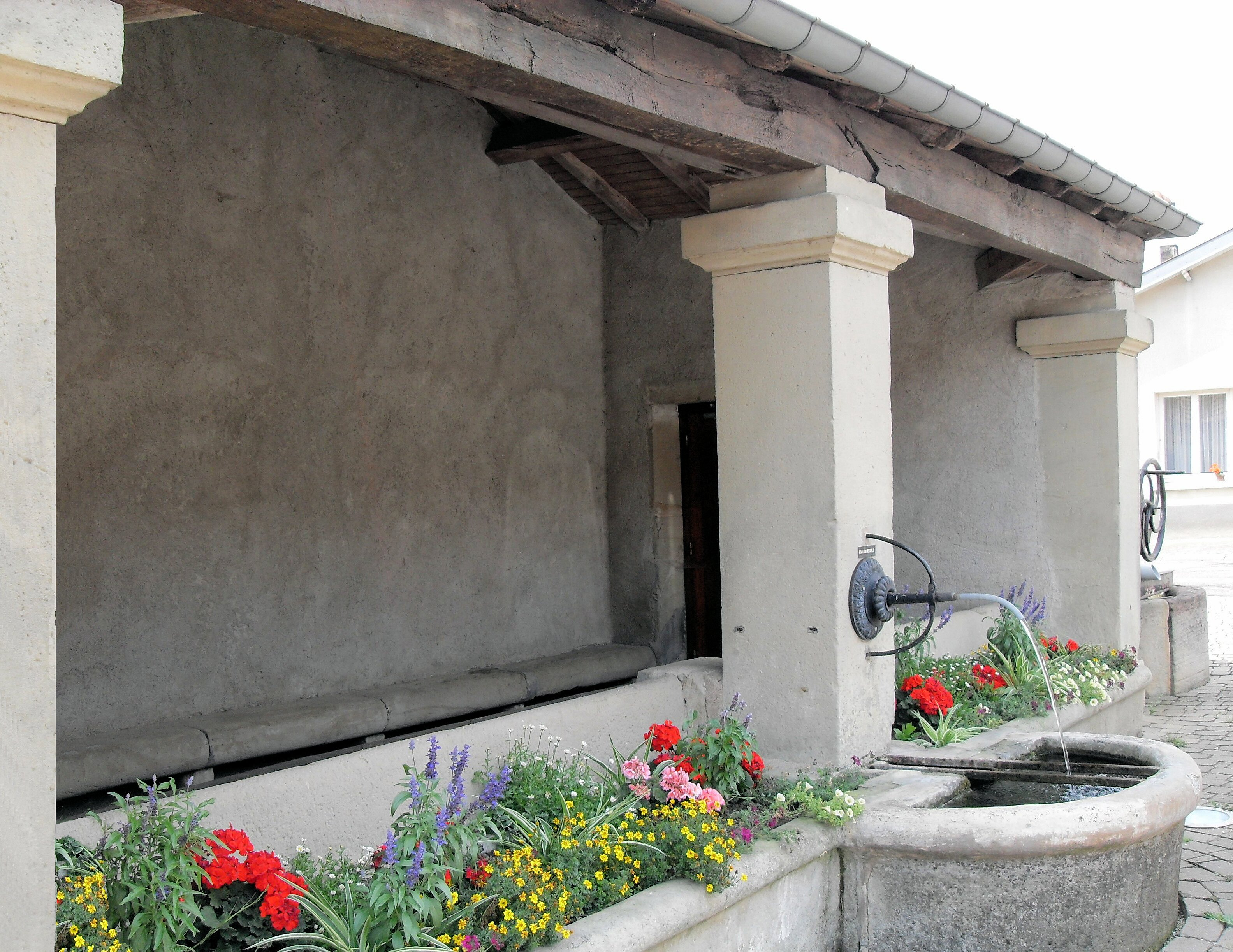
Lavoir.

- Église Saint-Brice des XVe et XVIe siècles[49] :

Le clocher a été reconstruit en 1752. La première pierre est posée le 17 juin 1752, en profondeur, au côté droit de l'entrée. Elle est gravée des noms de Léopold Clément de Bassonpierre et Charlotte Nicole de Beauvau, son épouse (1717–1787).
En 1826, la nef fut rallongée d'une fenêtre.
Les objets mobiliers protégés :
* retable de la vie de la Vierge en pierre du XVIe siècle,,
* statue Vierge à l'Enfant,
* statue Saint Brice,
* armoire eucharistique.
* vitraux de l'Atelier Loire Chartres.

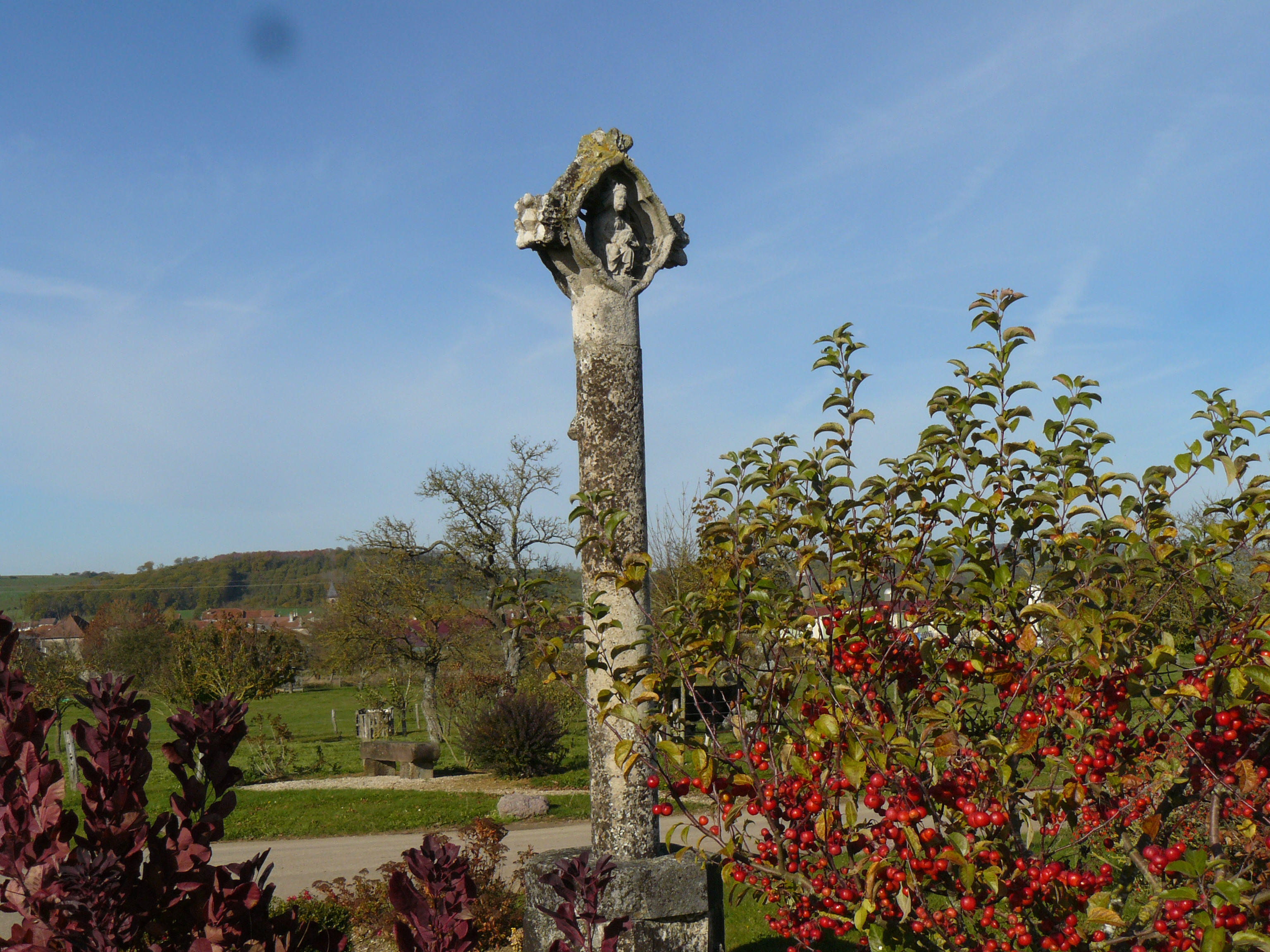
La croix des Pestiférés.
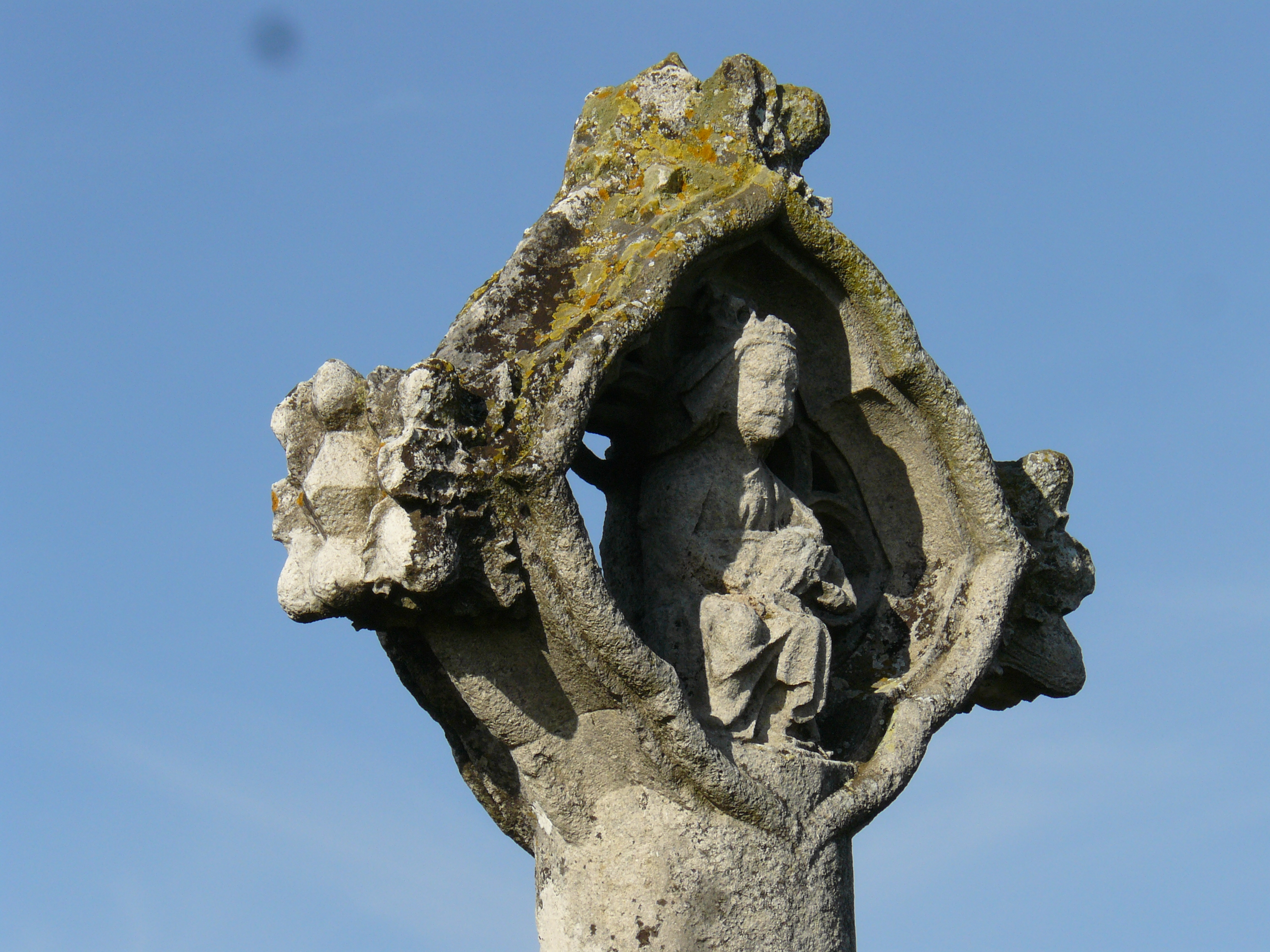
Détail croix des Pestiférés.
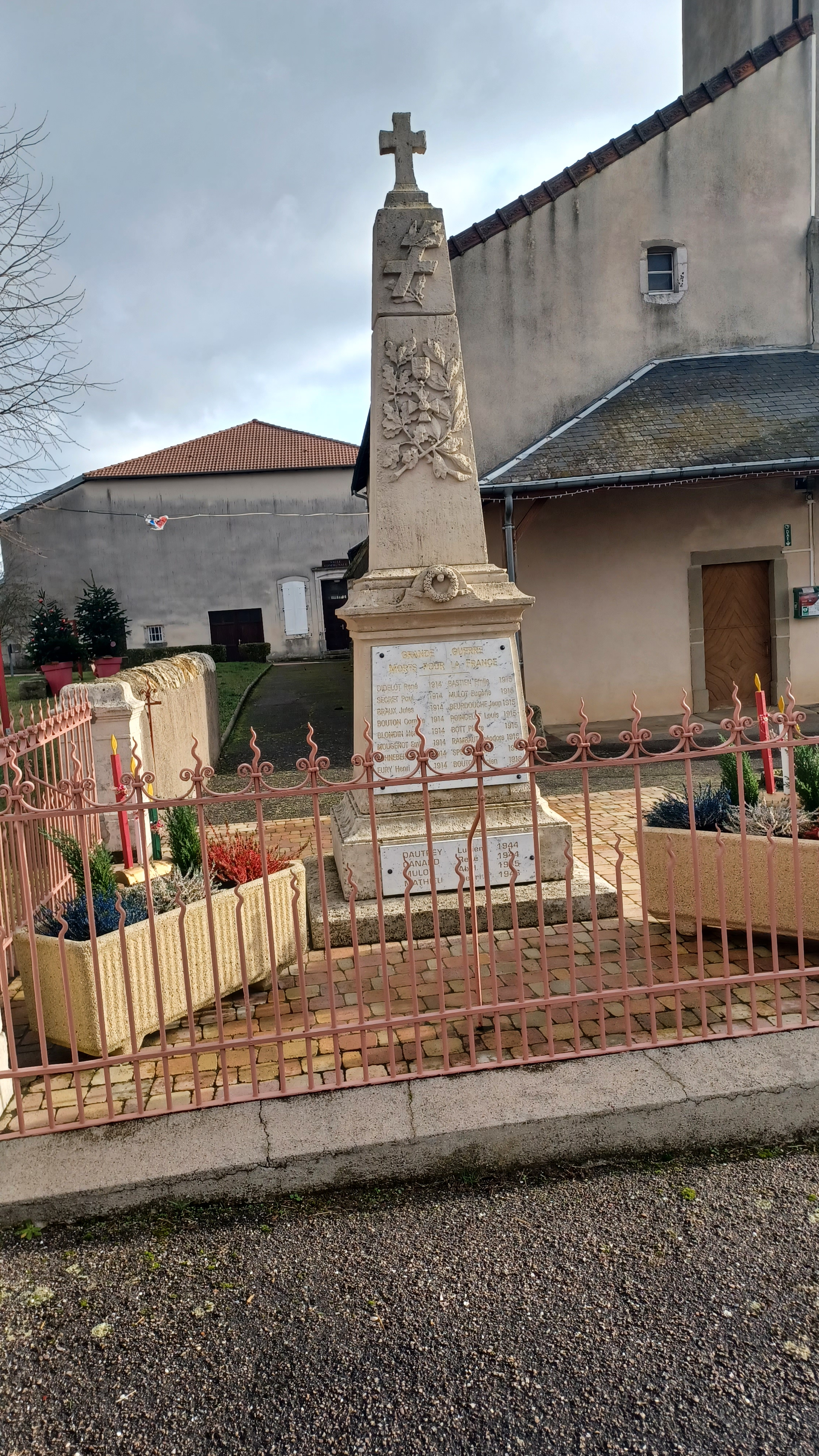
Monument aux morts.

- Deux croix de carrefour, en particulier la croix des Pestiférés que l'on peut admirer sur la route de Rouvres.

La croix des pestiférés date très probablement de la guerre de Trente Ans (1618-1648), pendant laquelle il y a eu plusieurs épidémies de peste, particulièrement virulentes, qui ont décimé de nombreux villages. Les corps étaient enterrés à l'extérieur des villages et, ultérieurement, une croix a été érigée pour témoigner des sépultures. C'est le cas de la croix d'Oëlleville, située au sud du village sur la route de Rouvres-en-Xaintois. Elle est constituée d'un socle massif sur lequel est fixé un fût de large diamètre, surmonté de quatre lobes en accolade, avec un fenêtrage intérieur finement sculpté. Le Christ est représenté assis, ce qui est peu courant. Le croisillon est orné de trois fleurons. Cette croix est à rapprocher de celle d'Épinal datée de 1636, ainsi que des croix de pestiférés de la colline de Sion, situées sur son versant ouest entre la source de la Saussotte et les Roches Sainte Catherine.
- Un calvaire édifié en 1856 pour rendre grâce au ciel que le choléra n'ait fait que 36 victimes dans la commune[62].
- Monument aux morts[63] : Conflits commémorés : Guerres 1914-1918 - 1939-1945[64].
- Patrimoine rural : Fermes[65],[66],[67],[68].

### Personnalités liées à la commune
Métiers d'art :
- François Alberti, Luthier[69], et Luthiers du quatuor.

### Héraldique
| Blason | Blasonnement : D'azur, à une croix pattée alésée arrondie d'argent accompagnée à dextre d'un épi en bande d'or, et à senestre d'une croix de Lorraine en barre du même. Commentaires : La croix pattée ornait une fibule du VIIe siècle découverte lors de fouilles près de l’église. L’épi de blé symbolise le caractère agricole de la localité, et la croix à double traverse, l’appartenance de la commune à la Lorraine. |

### Traditions
La fête de la Saint-Nicolas, typique du Nord-Est de la France, y est célébrée chaque année le 6 décembre. Le saint est incarné traditionnellement par un personnage populaire du village, choisi pour ses caractéristiques physiques imposantes et son regard dur. Il est accompagné du Père Fouettard et de sa hotte remplie de triques.
Dans les anciens temps, le passage de saint Nicolas sur son char jetant des bonbons dans la foule était l'apogée de la tournée qui le conduisait pendant plusieurs jours des écoles maternelles et primaires jusqu'au point d'orgue de cette célébration, à la "ruche" où les enfants sages attendaient devant un bol de cacao leurs mandarines, ainsi que leur pain d'épices et saint-Nicolas en chocolat, fabriqués par le boulanger du village. Une anecdote fameuse raconte que le saint Nicolas le plus célèbre et le plus admiré, René Géhin, fut démasqué par son fils lors de la visite à la "ruche" car celui-ci commit l'imprudence d'utiliser sa paire de chaussures pour son déguisement, ce qui ne manqua pas d'attirer l'attention du dégourdi bambin.
Les dernières tournées connues de saint Nicolas allaient jusqu'au club du troisième âge, en passant parfois par le bistrot également. La "ruche" a été détruite, remplacée par un terrain de tennis, et les traditions se perdent, jusqu'à la fameuse fête des mirabelles et ses multiples activités (jeu de quilles, fléchettes, tir aux boîtes de conserve, mât de cocagne, tombola, pêche à la ligne...) ainsi qu'un bal populaire sous chapiteau réunissant les villageois pour la dégustation d'une traditionnelle choucroute. Le bal se fait de plus en plus rare et le dynamisme du village est érodé par le vieillissement de sa population et le départ des jeunes générations pour la ville.
Les crécelles
Chaque enfant du village pouvait faire le tour du village pour remplacer les cloches qui étaient parties, selon la tradition. À l'aide d'un instrument appelé la crécelle, ils faisaient des sons incroyables de musique. On chantait des chansons paillardes dans la rue. Puis, la fin du temps des crécelles venue, chaque enfant repassait dans le village pour récolter des bonbons, gâteaux, œufs, argents, etc., le tout mis dans une petite charrette. Le partage se faisait ensuite entre eux, chez un habitant du village. Cette tradition passait de grands à petits enfants ; généralement c'étaient les enfants de chœur de l'église qui appliquaient la tradition. À l'église d'Oelleville, un enfant de chœur faisait résonner une crécelle, près de monsieur le curé, devant les paroissiens présents, pour remplacer les petites clochettes traditionnelles, avant que chacun reçoive l'hostie.

## Pour approfondir